# Marcel Durliat
Marcel Durliat (* 2. Oktober 1917 in Anjoutey, Territoire de Belfort; † 26. Dezember 2006 in Toulouse) war ein französischer Kunsthistoriker, der sich mit Kunst der französischen und spanischen Romanik befasste. Er war 1962 bis 1978 Professor an der Universität Toulouse (Le Mirail).

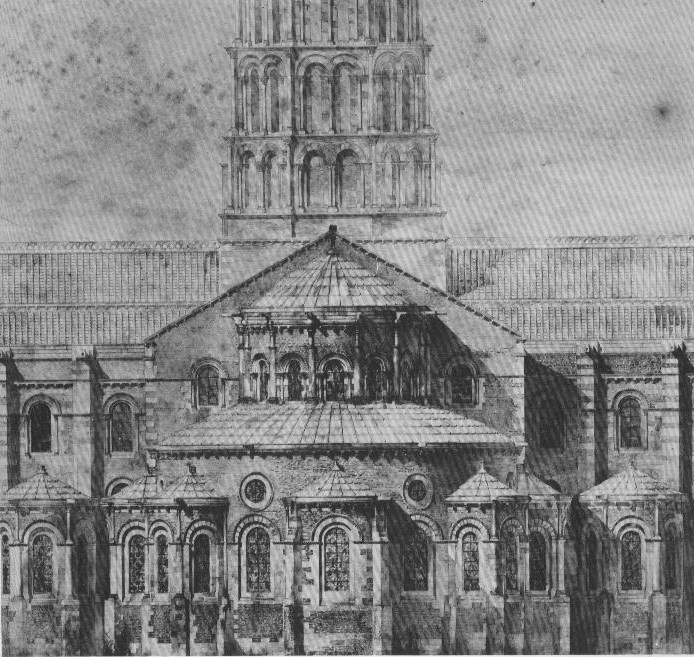
Saint-Sernin de Toulouse, Zeichnung von Viollet-le-Duc

## Leben
Durliat war der Sohn eines Webers und besuchte die Schule in Vesoul und die École normale supérieure (Saint-Cloud) mit dem Abschluss in Geschichte 1945 (Agrégation). Im Zweiten Weltkrieg hatte er zuvor als Bibliothekar gearbeitet. 1945 bis 1954 unterrichtete er am Lyzeum in Perpignan. Daneben veröffentlichte er Studien über romanische Kunst im Roussillon, was ihm 1954 eine Stelle als Forscher für das CNRS einbrachte. Außerdem war er Konservator für den Bereich östliche Pyrenäen. Ab 1958 unterrichtete er an der Universität Toulouse (Le Mirail). 1961 wurde er an der Sorbonne promoviert (Docteur è lettres, Titel der Dissertation: L’art dans le Royaume de Majorque) und im Jahr darauf Professor für mittelalterliche Kunst an der Universität Toulouse.
Nachdem er schon 1985 in Gent eine Ausstellung über die Pilgerroute nach Santiago de Compostela mit organisierte veröffentlichte er 1990 ein Buch über die Kunst längs der Pilgerroute. In diesem Zusammenhang war er ein Gegner der Wiederherstellung von St-Sernin de Toulouse auf den Zustand vor der Restaurierung von Viollet-le-Duc (1860 bis 1877), für den man sich 1993 entschied und was vorher kontrovers diskutiert wurde.
Neben regionalen Studien romanischer Kunst veröffentlichte er auch Gesamtdarstellungen zur Romanik und Kunst des frühen Mittelalters.

## Schriften
- L’art roman, Éditions d’art Lucien Mazenod, Paris 1982
  - Deutsche Ausgabe: Romanische Kunst, Ars Antiqua – Große Epochen der Weltkunst, Herder Verlag, Freiburg 1983
- Des Barbares à l’an mil, Éditions d’art Lucien Mazenod, Paris 1985
  - Deutsche Ausgabe: Die Kunst des frühen Mittelalters,  Ars Antiqua – Große Epochen der Weltkunst, Herder Verlag, Freiburg 1987
- L’art dans le royaume de Majorque; les débuts de l’art gothique en Rousillon, en Cerdagne et aux Baléares, Toulouse 1962 (Dissertation)
- La sculpture romane en Roussillon, 4 Bände, La Tramontane, Perpignan 1948–1954
- Arts anciens du Roussillon, 1. Peinture. Conseil général des Pyrénées Orientales, Perpignan 1954
- Roussillon roman, Zodiaque, Abbaye de la Pierre-Qui-Vire 1958
  - Deutsche Ausgabe: Romanisches Roussillon, Echter Verlag, Würzburg 1988
- Pyrenées romanes, Zodiaque, Abbaye de la Pierre-Qui-Vire 1969
- Haut-Languedoc roman, Zodiaque, Abbaye de la Pierre-Qui-Vire 1978
- Saint-Sernin de Toulouse, Eché, Toulouse: 1986
- La sculpture romane de la route de Saint-Jacques. De Conques à Compostelle, Comité d’études sur l’histoire et l’art de la Gascogne, Mont-de-Marsan 1990